# 兪鎮洪
兪 鎮洪（ユ・ジノン、朝鮮語: 유진홍/兪鎭洪、1890年12月10日 - 1978年5月22日）は、日本統治時代の朝鮮の独立運動家、大韓民国の政治家。制憲韓国国会議員。

## 経歴
仁川または忠南論山出身。益山郡私立イクシン学校、全州キリスト教新興中学校、上海金陵大学（現・南京大学）哲学科卒。三・一運動に参加した後、株式会社仁川米穀取引所支配人、株式会社証券取引所所属為替屋証券取引店支配人、大韓独立促成国民会光石面支部長、韓国民族代表者大会代議員、論山郡光石面公立国民学校後援会長などを務めた。1948年の初代総選挙で当選し、反民特委調査委員も務めたが、1950年の第2代総選挙で落選した後、商人を務めた。
1978年5月22日、ソウル市道峰区の自宅で死去。享年89。